# Verordnung über den Lärmschutz bei öffentlichen Fernsehdarbietungen im Freien über die Fußball-WM 2014
Die Verordnung über den Lärmschutz bei öffentlichen Fernsehdarbietungen im Freien über die Fußball-WM 2014 schuf für Deutschland die rechtlichen Voraussetzungen für Public-Viewing-Veranstaltungen anlässlich der Fußball-Weltmeisterschaft 2014.

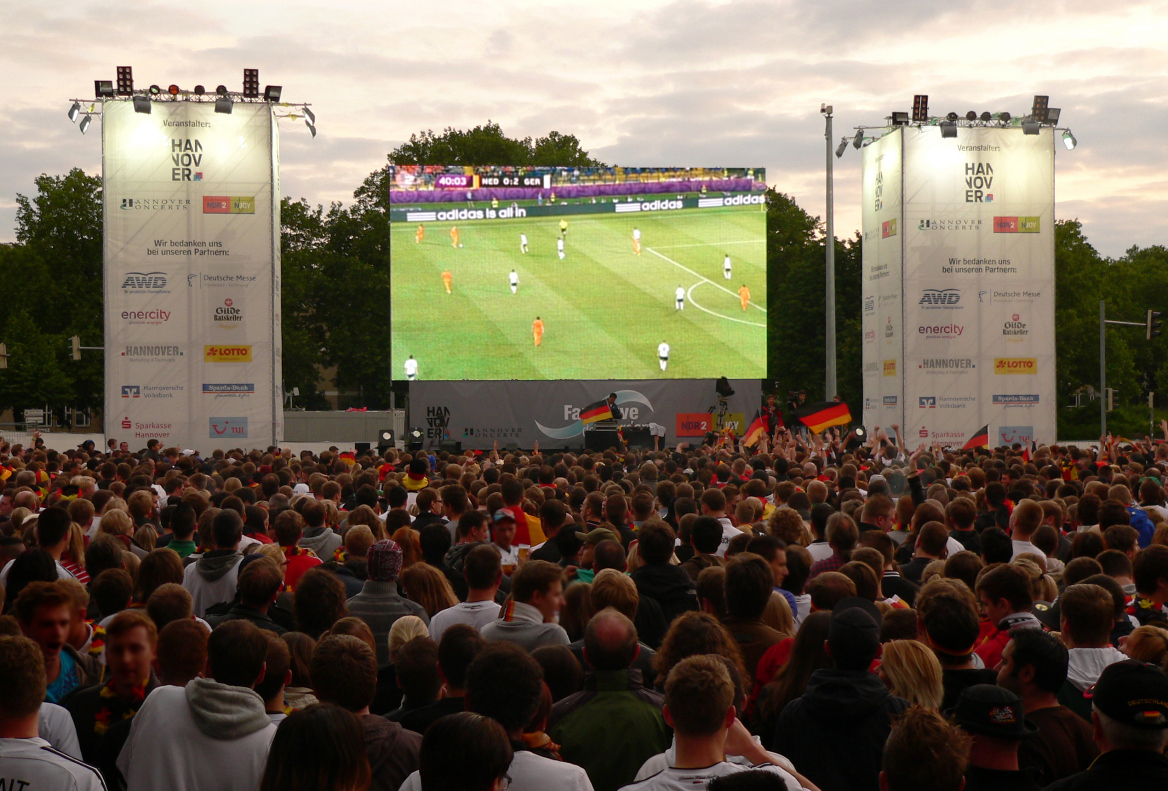
Public Viewing auf dem Waterlooplatz in Hannover zur Fußball-EM 2012

Ohne die Verordnung hätte Public Viewing anlässlich der Fußball-Weltmeisterschaft vielfach gegen das deutsche Immissionsschutzrecht verstoßen. Grund war die zeitverschiebungsbedingt späten Anstoßzeiten der WM-Spiele in Brasilien einerseits und die Nachtruhe in Deutschland andererseits. Mit der Verordnung wurde den Gemeinden, die für die Genehmigung solcher Veranstaltungen zuständig waren, der rechtliche Spielraum gegeben, Ausnahmen von geltenden Lärmschutzregeln zuzulassen. Trotz ihrer Bezeichnung handelte es sich also nicht um eine Lärmschutzverordnung, sondern um eine „Lärmerlaubnisverordnung“.
Die Verordnung bestand aus vier Paragrafen. § 1 bestimmte, dass die Verordnung für Anlagen im Sinne von § 3 Abs. 5 Nr. 1 und 3 Bundes-Immissionsschutzgesetz gilt, sofern diese Anlagen für öffentliche Fernsehdarbietungen im Freien geeignet sind und keiner Genehmigung nach § 4 BImSchG bedürfen. Betroffen waren damit insbesondere Freilichtbühnen, Freizeit- und Vergnügungsparks, Biergärten, Festplätze, Sportplätze und Marktplätze. Die Verordnung galt nicht für den privaten Bereich. Wer privat auf seiner Terrasse oder seinem Balkon Spiele der Fußball-WM anschaute, konnte sich nicht auf die Verordnung berufen.
§ 2 Abs. 1 der Verordnung legte fest, dass bei Public Viewing im Freien die Immissionsrichtwerte nach § 2 Abs. 2 der Sportanlagenlärmschutzverordnung nicht überschritten werden durften. § 2 Abs. 2 der Verordnung verwies auf weitere Vorschriften der Sportanlagenlärmschutzverordnung, welche damit auch für die öffentlichen Spielübertragungen der Fußball-WM galten.
Das Verhältnis der Verordnung zu entsprechenden Regelungen der Bundesländer war in § 3 geregelt. § 4 regelt das Inkraft- und das Außerkrafttreten der Verordnung.